# École nationale d'administration et de magistrature (Cameroun)
Pour les articles homonymes, voir École nationale d'administration et de magistrature.
L'École nationale d'administration et de la magistrature (ENAM) du Cameroun, créée à Yaoundé en 1959, est une grande école de l'enseignement supérieur ayant pour mission principale la formation et le perfectionnement des hauts fonctionnaires du gouvernement camerounais. Il s'agit d'un établissement public doté d'une personnalité publique et d'une autonomie financière. Elle est placée sous la tutelle technique du Ministère de la Fonction publique et de la Réforme Administrative.

## Histoire
Le nom d'origine à la création est l’École Camerounaise d'Administration (ECA). Cette école constitue le principal creuset des administrateurs de la fonction publique camerounaise depuis l'indépendance du Cameroun en date du 1er mai 1960. En 1961, l'école ouvre un cycle spécial pour préparation au concours d'entrée aux cycles normaux des candidats issus des régions sous-scolarisées. Le Cameroun possède deux langues officielles, le français et l'anglais, depuis sa réunification. De ce fait, en 1963 un cycle préparatoire au concours d'entrée au cycle A et B, pour les candidats anglophones voit le jour. Le changement majeur intervient en 1964 : L’École Camerounaise d'Administration (ECA) devient l’École Normale d'Administration et de la Magistrature (ENAM). La mission principale aussi change. Il s'agit maintenant de former le personnel civil et financier de l’État, ainsi que les magistrats du judiciaire. En 1985, l'ENAM fait partie du Centre national d'administration et de la magistrature (CENAM) avec l'Institut Supérieur de Management public (ISMP) et l'Institut des Techniques Administratives et Financières (ITAF). 1995 marque la réouverture des cycles A et B pour la formation du personnel du service civil et financier. Cette année marque aussi la création du Centre de Recherche et de la Documentation pour les problèmes concernant l'administration. 2010 marque l'ouverture de l'admission à la division judiciaire aux diplômés de l'informatique et en sciences économiques de l'enseignement supérieur. Depuis 2012, les diplômés en informatique et sciences économiques de l'enseignement supérieur concourent à l'admission à la division de la magistrature et des greffes.
Jusqu'en 1978, l'école est dirigée par des Français. Il s'agit de former une future génération de dirigeants camerounais qui seraient « dans l'orbite de la France ».

## Enseignements

### Formation initiale sur concours

#### Concours
Les arrêtés du Ministre de la fonction publique et de la réforme administrative, portant ouverture du concours fixent les conditions uniformes pour tous les candidats. Le nombre de places admissibles s'effectue au prorata des demandes des administrations. Les concours se déroulent au centre unique de Yaoundé. Les modes d'accès en première année sont identiques pour le concours en interne qu'en externe.
- Pour le concours interne, seuls les fonctionnaires de la fonction publique âgés de 45 ans au plus et bénéficiant d'une ancienneté professionnelle de 5 ans au moins peuvent concourir pour le cycle B. Ils doivent présenter une autorisation fournie par le Ministère de la fonction publique et de la réforme administrative.

- Pour le concours externe, les candidats doivent posséder un baccalauréat pour le cycle B et être âgés de 32 ans tout au plus à la date du concours. Pour l'accès au cycle A, les candidats doivent avoir la Licence ou tout autre diplôme équivalent. La maîtrise en droit est requise pour les auditeurs de justice.

La période du concours se situe entre les mois d'avril et juin. Les frais du concours sont uniques et s'élèvent à 25000 FCFA. La durée de la formation dépend du cycle choisi. Il s'agit de deux ans de formation pour les cycles A et greffier et un an de formation pour le cycle B. Le concours se déroule au centre unique à la capitale politique Yaoundé. Les matières sur lesquelles on concourt sont les suivantes:
| Cycle                                                  | Matières                                                                                         |
| Division de l'administration et des régies financières | Culture générale, économie, droit public, langue, grand jury d'oral                              |
| Greffes et Magistrats                                  | Culture générale, organisation judiciaire, procédure civile ou pénale, langue, grand jury d'oral |

#### Cursus
L'ENAM dispose à ses élèves une formation continue d'une durée de deux ans. Selon les divisions les enseignements sont les suivants:
- Division administrative : administration générale, prix, poids et mesures, administration du travail, administration hospitalière.
- Division des régies financières : douanes, impôts, trésor, comptabilité matière.
- Division judiciaires : magistrature, greffe.
- Division linguistique et des nouvelles technologies de l'information et de la communication : linguistique et NTIC.

#### Débouchés
Les élèves issus de l'ENAM intègrent directement à la fonction publique et deviennent les fonctionnaires de l’État. Ils sont classés à la catégorie A1 pour ceux issus du cycle B et la catégorie A2 pour ceux issus du cycle A.

## Controverses
Le concours d'entrée à l'ENAM est en général entaché de nombreux controverses qui remettent en cause le caractère objectif et transparent d'admissibilité.
En 2004, quatre-vingt-huit (88) candidats au concours de l'ENAM écopent d'une suspension de trois années, de tout examen dans toutes les filières universitaires pour « fraude caractérisée » et « tentative de fraude ».
En février 2006, Benjamin Amama Amam, alors Ministre de la fonction publique et de la formation professionnelle, ordonne l'annulation des concours des résultats de l'ENAM pour la session 2005-2006, à la suite d'un rapport de janvier 2006 qui dénonce la fraude aux examens. Il annule sa décision par la suite du fait d'une ordonnance de Jules Doret Ndongo, alors secrétaire général des services du premier ministre.
En 2007, Benoît Ndong Soumhet, ex DG de l'ENAM, prononce un discours défensif dans lequel il dit que l'ENAM ne peut être blâmée pour l'état actuel du pays car elle n'a que 2 ans dans la vie de ses élèves qui ne peuvent pas aller déterminer en grande partie le devenir moral de ces élèves.
En octobre 2009, le Dr Shanda Tomne, alors président de la Commission Indépendante Contre la Corruption et la Discrimination (COMICODI), adresse une lettre de dénonciation des résultats au concours d'entrée en première année de la division magistrature, section judiciaire, au directeur général de l'ENAM.
En 2012, le Premier Ministre Philémon Yang instruit au Directeur Général de l'ENAM, Linus Toussaint Mendjana, l'exclusion de six élèves qui étaient admis sur la seule instruction du Président de l'assemblée nationale Cavaye Yeguié Djibril, et non par concours.

## Directeurs
Plusieurs personnalités se sont succédé à la tête de l'ENAM:
- Joseph Dion Ngute (1991-2000)
- Benjamin Amama (2000-2005)
- Benoît Ndong Soumhet (2005-2012)
- Linus Toussaint Mendjana (2012-2018)
- Bertrand Pierre Soumbou Angoula (2018-)

## Anciens élèves célèbres

### Ministres
Membres du gouvernement actuel
| - Jules Doret Ndongo - Emmanuel Nganou Djoumessi - Bello Bouba Maigari - Henri Eyebe Ayissi | - Amadou Ali - Joseph Beti Assomo - Bah Oumarou Sanda | - Aba Sadou - Louis-Paul Motaze - Laurent Esso | - Adoum Gargoum - Pierre Hele - Hamadou Moustapha |

### Femmes et Hommes politiques
- Abbo Aboubakar
- Abdoulaye Wouyack Marava, sénateur
- Jean Foumane Akame
- Modeste Mopa Fatoing